# Paul Elstak
Cet article concerne l'artiste néerlandais. Pour l'artiste américain, voir DJ Paul.
Paul Elstak, de son vrai nom Paul Roger Elstak, né le 14 janvier 1966 à La Haye, en Hollande-Méridionale, également connu sous les noms de DJ Paul Elstak et DJ Paul, est un producteur et disc jockey néerlandais de techno hardcore, gabber et happy hardcore. Il est actuel dirigeant et fondateur du label discographique Offensive Rage.
Paul Elstak est considéré comme l'un des pionniers du gabber, et le plus important représentant d'un de ses sous-genres, le happy hardcore. Il commence sa carrière en tant que DJ dans une maison de jeunesse appelée De Kreade ; c'est à Rotterdam qu'il se fait connaître en mixant à la discothèque Parkzicht, qu'il rencontrera Rob Fabrie, et que tous les deux populariseront le genre hardcore house. Des titres tels que Life is Like a Dance, Rave On et Unity atteignent les classements musicaux néerlandais et belges, et marqueront sa carrière dans la branche, à cette époque émergente, du happy hardcore entre 1995 et 1997 ; cependant, ces titres seront particulièrement controversées dans la scène gabber d'où Elstak est originaire, car trop commerciaux. Par la suite, Elstak revient dans la scène gabber et s'associe avec des artistes tels DJ Neophyte et The Stunned Guys.

## Biographie

### Débuts
Paul Elstak commence sa carrière musicale en tant que disc jockey dans une maison de jeunesse appelée De Kreade située à La Haye. Par la suite, il connaît un début de notoriété à Rotterdam dans des clubs tels The Bluetiek-Inn où il est engagé en 1987,, et au Parkzicht (un club hardcore house à cette même époque). En 1990, Elstak diffuse son tout premier extended play intitulé Father, Forgive Them au label discographique belge Hithouse Records, au sein du groupe Holy Noise, composé de cinq membres incluant Peter Slaghuis et Rob Fabrie,. Sous ce même nom de scène, il contribue à un futur hit en 1992 intitulé James Brown Is Still Alive qui atteint la trentième place des classements musicaux aux États-Unis,,, ; ce titre est une réponse à la musique James Brown is Dead composée par LA Style (Wesel van Diepen, plus tard Vengaboys).
Elstak sort également le titre Amsterdam Waar Lech Dat Dan ? (Where The Fuck Is That) au sein du groupe Euromasters, morceau considéré comme l'acte de naissance du genre « gabba » rotterdamois,. C'est en réponse à une entrevue de DJ KC the Funkaholic que Paul Elstak enregistre le vinyle intitulé Gabber zijn is geen schande! en français : « Y'a pas de mal à être gabber ! » qui popularisera le mot « gabber » au sein de la scène hard house de Rotterdam. Le 4 décembre 1992, il organise, en collaboration avec DJ Rob, une soirée au club Parkzicht de Rotterdam, et tous deux attribuent le nom de Nightmare at the Park ; cette soirée est un véritable succès et de nombreux visiteurs du monde entier s'intéressent désormais aux soirées au Parkzicht grâce au style novateur de la « hardcore house ». En 1994, il fonde le label Forze Records et y diffuse l'emblématique composition intitulée May The Forze Be With You en deux versions différentes,.

### Scène happy hardcore

Rotterdam Records s'est vu attribuer chaque titre happy hardcore à succès composé par Paul Elstak.

Ce n'est qu'à partir de 1995 que Paul Elstak quitte la scène gabber pour s'intéresser de plus près à un style musical plus soft et plus mélodieux dans la catégorie hi-NRG. Cette même année marquera un succès commercial pour Elstak. Il est aidé par le groupe Klubbheads et nombre de ses compositions telles que Life is Like a Dance,, Luv U More, Rainbow In the Sky, Don't Leave Me Alone, The Promised Land, Rave On, et Unity atteignent les classements musicaux pop néerlandais, avec l'aide des chanteuses Shaydee et Lindsay ; plusieurs de ses titres ont été certifiés disques d'argent et d'or.
Life is Like a Dance est l'une des premières compositions happy hardcore à atteindre les classements musicaux après les titres Tears Don't Lie de Mark'Oh et Wonderfull Days de Charly Lownoise & Mental Theo,. Le second single intitulé Luv U More est chanté par Shaydee, une étudiante à cette époque qui travaillait en collaboration avec Elstak comme danseuse pendant ses tournées musicales ; le single atteint la deuxième place des charts néerlandais. Rainbow in the Sky est le troisième single à atteindre consécutivement le top 10 des classements musicaux avec pour la première fois la voix de MC Irvin, qui, lui, avait auparavant assisté aux performances de Elstak lors de soirées importantes telles que Thunderdome et Hellraiser ; à la période durant laquelle Rainbow in the Sky est commercialisée, une chanson intitulée Sunshine After The Rain, composée par une chanteuse nommée Berri, est diffusée reprenant la même mélodie sur des paroles différentes, et atteint les classements musicaux britanniques et australiens,.
Malgré le succès escompté de ses compositions « happy », ce revirement de Elstak dans le côté happy a bouleversé et profondément dégoûté les véritables fans de hardcore,. De son côté, Elstak prône l'indifférence face à ces individus, ce qui a même mené à la diffusion d'une musique intitulée Paul Elstak, We Love You No More (Paul Elstak, on ne t'aime plus) à la suite du récent classement de son titre Luv U More. Cette aversion va jusqu'à la violence, lorsqu'en 1997, son arrivée à une fête pour enfants se fait sous les jets de pommes et d’œufs par des gabbers, l'obligeant à la fuite.
Ce revirement n'est pas dû au hasard ; il explique que « depuis 1994, la musique était trop hard, trop rapide. De moins en moins de filles dansaient et nous avons perdu l'atmosphère des fêtes. Et des gamins prenaient de la drogue pour essayer de suivre la rapidité de la musique. » De ce fait, d'autres producteurs tels Darkraver et Gizmo suivent un son plus doux et moins frénétique inventé par le compositeur écossais Scott Brown, popularisant par la suite un nouveau style musical émergeant : le happy gabber, et parallèlement la scission entre le hardcore et le happy hardcore. Après avoir diffusé son titre Unity, Paul Elstak annonce son retrait de la scène pour se consacrer à la production et au mixage. Plus tard, Paul Elstak arrête la production happy hardcore à la fin de l'année 1997 vu que la scène hardcore n'appréciait pas ses compositions « commerciales » et tente de se rabibocher avec les fans de la scène gabber.

### Scène gabber
Après ses deux années de succès dans la branche happy hardcore, Paul Elstak fait son retour dans la scène « underground hardcore » et commercialise son premier hit intitulé Brohymn en 1997 accompagné du groupe néerlandais Teenage Warning. Durant cette même période, il fonde les compilations A Nightmare of Rotterdam basées sur les raves éponymes (Energiehal Rotterdam) qui eux-mêmes étaient basées sur le thème de A Nightmare On Elm Street (film d'horreur). Il organise, durant fin 1998, une nouvelle soirée nommée Back 2 School. En tant que directeur au sein des labels Rotterdam Records, Terror Traxx et Forze Records, il « découvre » de nouveaux talents hardcore tels que DJ Neophyte (alias Bodylotion et Masters of Ceremony), The Stunned Guys (groupe italien fondateur du label Traxtorm Records) et Rotterdam Termination Source, qui eut un succès phénoménal en 1992 avec sa musique intitulée Poing!,. C'est avec DJ Neophyte qu'il fonde Da Tekno Warriors, un groupe plutôt axé « new-school gabber » (He Is My DJ et Da Pump seront d'énormes tubes, même en dehors de la scène hardcore). Il travaille toujours avec ses vieux amis DJ Panic (pour l'organisation de soirées à l'effigie du label) et Rob Fabrie (notamment pour le titre Lords of the Hardschool).
En 2001, Elstak quitte Rotterdam Records pour fonder son propre label nommé Offensive Records, axé mainstream hardcore, après avoir laissé la direction artistique de son ancien label à DJ Panic et Jeroen Streunding (meneur du groupe du même nom). Il est souvent invité par Masters of Hardcore et mixe dans les plus grands rassemblements hardcore (Hardcore 4 Life, Megarave). Il est particulièrement apprécié en Espagne (notamment dans les compilations et discothèques Pont Aeri) et en Italie où il reste l'un des artistes les plus actifs du mouvement hardcore. En 2009, Elstak participe à Hollands Hard, aux côtés de Promo et The Prophet.

### Depuis les années 2010
Dans le but de promouvoir le nouveau film des New Kids, Elstak revient par exception dans la branche musicale happy hardcore pour composer Turbo en 2010,. À cette occasion, un vidéoclip extrait du film y est consacré, et un album avec tous les anciens titres happy hardcore composés entre 1995 et 1997 y sont inclus puis distribués par Cloud 9. Le single atteint la quatrième place dans les classements musicaux néerlandais et la quarante-septième dans les classements musicaux belges.
Le 12 janvier 2013, une soirée nommée The Godfather of Hardcore est organisée diffusant gabber et early hardcore en compagnie d'Elstak. Au début de 2013, Elstak présente un nouvel EP intitulé Offensive sampler 2013! composé par Paul Elstak, The BeatKrusher, Beatstream & Radiate (Offensive DJ Team) et Humanity Force. En 2014, il publie la vidéo du single Raving Beats avec Mental Theo sur YouTube.
Le 10 janvier 2015, Elstak organise une soirée The Godfather of Hardcore à la Factory 010 de Rotterdam, célébrant ses vingt ans de carrière aux côtés de collègues et amis de son label Offensive Records. En juin 2015, il participe au Decibel Outdoor notamment aux côtés de Darkraver et Neophyte. Le 6 juin 2015, il participe à l'événement Return to the 90’s regroupant les morceaux classiques de hardcore des années 1990. En 2017 sort la compilation Pussy Lounge Part 6 sur laquelle il mixe avec The Viper.
En 2024, Paul Elstak collabore avec Rooler et Sickmode pour le morceau Take Me Away joué pour la première fois au festival Reverze. La même année, il s'associe au groupe d'uptempo Greazy Puzzy Fuckerz (d) pour le morceau Vet en Hard.

### Vie personnelle
Paul Roger Elstak est né le 14 janvier 1966 à La Haye, en Hollande-Méridionale, aux Pays-Bas. Sa famille est d'origine indonésienne et surinamaise ; son père est guitariste, fan de David Bowie et de Stevie Wonder. Puis il étudie au Voorbereidend wetenschappelijk onderwijs (VWO), type de collège dans le système éducatif néerlandais, qu'il rejoint à Leyde. Les études ne le passionnent pas, contrairement à la musique et la breakdance. Ses parents, sans être follement enthousiastes à cette idée, le laissent pourtant continuer dans cette voie.
DJ Paul est également fortement attaché au club de football de Rotterdam, Feyenoord. Il a d'ailleurs de nombreuses fois rejoint le stade Feijenoord entouré de ses fans, et joue parfois pour chauffer l'ambiance. Son implication va jusqu'au soutien aux hooligans de Rotterdam. Les supporters de Feyenoord lui offrent accès à leur salle, « De Legioenzaal », située au Stade Feijenoord, où il lui arrive de mixer. On lui attribue également un de leurs hymnes, Rotterdam Hooligans, avec Neophyte ; cette chanson est interdite de diffusion dans les stades. Il déclare ne plus venir mixer en Hollande-Septentrionale depuis que lors d'un concert à Zaandam, une fusée de détresse a explosé dans la salle où il se trouvait avec ses auditeurs.
Il a deux filles de son premier mariage et un fils avec sa nouvelle compagne. En décembre 2024, il annonce sur Instagram qu'il deviendra grand-père à l'âge de 58 ans.

## Style musical et influence
Elstak est, avec Rob Janssen du Parkzicht, le fondateur et pionnier de la scène early hardcore et gabber durant les années 1990, ainsi que le créateur de la scène happy hardcore aux Pays-Bas,. Il est à ce titre surnommé « The Godfather of Hardcore »,. Son rôle d'initiateur du hardcore néerlandais lui est toutefois contesté par Patrick van Kerckhoven, qui revendique des morceaux hardhouse antérieurs à ceux de Paul Elstak. Il fait par ailleurs une apparition dans le film New Kids Turbo.

## Discographie sélective
- 2001 : Offensive
- 2002 : Ready for Judgement Day
- 2003 : A Hardcore State of Mind
- 2004 : One Day We Kill'em All
- 2007 : Show No Fear
- 2009 : Beat the System (vs. The Dark Twins)

## Distinctions
- 2013 : Gouden Kabouter du meilleur DJ hardcore[43]